# San Bartolomeo Val Cavargna
San Bartolomeo Val Cavargna är en ort och kommun i provinsen Como i regionen Lombardiet i Italien. Kommunen hade 996 invånare (2018).